# 唐彦龙
唐彦龙，奉天顺德（今河北邢台）人，是一名清朝政治人物。
唐彦龙曾于1726年接替赵向奎任宝山县知县一职，1727年由祖秉震接任。